# Eleccions a Corts d'Aragó de 2007
Les Eleccions a les Corts d'Aragó es van celebrar el 27 de maig de 2007. Van ser les setenes eleccions democràtiques autonòmiques des del restabliment de la democràcia. El vencedor va ser el socialista Marcelino Iglesias Ricou que repetirà com a President d'Aragó per tercera vegada consecutiva. Els altres partits que van obtenir representació parlamentària foren: Partit Popular d'Aragó, Partido Aragonés, Chunta Aragonesista i Izquierda Unida.

## Dades generals
- Cens electoral: 996.787 (sobre una població d'1.277.471).
- Taules: 2.263
- Abstenció: 325.102 (32,61%)
- Votants: 671.685 (67,39%) 
  - Vàlids: 667.044 
    - Candidatures: 652.160
    - En blanc: 14.884

  - Nuls: 4.641

## Circumscripcions electorals
Les circumscripcions electorals corresponen a cadascuna de les tres províncies: 
- Osca - 18 parlamentaris.
- Terol - 14 parlamentaris.
- Saragossa - 35 parlamentaris.

## Candidatures
- Per la província d'Osca: 
  - Partit Popular d'Aragó (PP-Aragó)
  - Els Verds - Federació dels Independents d'Aragó (LV-FIA)
  - Partido Aragonés (PAR)
  - Partit Família i Vida (PFyV)
  - Partit Socialista Obrer Espanyol d'Aragó (Aragó PSOE)
  - Esquerra Unida d'Aragó (IU)
  - Chunta Aragonesista (CHA)
- Per la província de Terol: 
  - Partit Popular d'Aragó (PP-Aragó)
  - Partit Socialista Obrer Espanyol d'Aragó (Aragó PSOE)
  - Els Verds - Federació dels Independents d'Aragó (LV-FIA)
  - Partit Aragonès (PAR)
  - Chunta Aragonesista (CHA)
  - Partit Família i Vida (PFyV)
  - Esquerra Unida d'Aragó (IU)
  - Partit Ciutadans Units d'Aragó (pCUA)
- Per la província de Saragossa: 
  - Partit Popular d'Aragó (PP-Aragó)
  - Els Verds - Federació dels Independents d'Aragó (LV-FIA)
  - Partit Aragonès (PARELL)
  - Partit Socialista Obrer Espanyol d'Aragó (Aragó PSOE)
  - Esquerra Unida d'Aragó (IU)
  - Partit Ciutadans Units d'Aragó (pCUA)
  - Partit Humanista (PH)
  - Chunta Aragonesista (CHA)
  - Partit Família i Vida (PFyV)

## Resultats

### Grups amb representació parlamentària
- Partit Socialista Obrer Espanyol d'Aragó - 30 escons (273.657 vots / 41,03%)
- Partit Popular d'Aragó - 23 escons (207.375 vots / 31,09%)
- Partido Aragonés - 9 escons (80.862 vots / 12,12%)
- Chunta Aragonesista - 4 escons (54.483 vots / 8,17%)
- Esquerra Unida d'Aragó - 1 escó (27.457 vots / 4,12%)

### Grups sense representació parlamentària
- Els Verds - Federació dels Independents d'Aragó: 4.317 vots (0,65%)
- Partit Ciutadans Units d'Aragó: 2.437 vots (0,37%).
- Partit Família i Vida: 1.018 vots (0,15%).
- Partit Humanista: 554 vots (0,08%).